# ريتشارد برينسلي شيريدان
ريتشارد برينسلي شيريدان (بالإنجليزية: Richard Brinsley Sheridan)‏ شاعر وكاتب مسرحي أيرلندي، وكان أيضاً عضو في البرلمان البريطاني، من أشهر أعماله مسرحية مدرسة الفضائح التي تضم مجموعة من المشاهد التي تتميز بكثرة الكلام والثرثرة وسرعة الإيقاع، والتي تكشف الجوانب السلبية للمجتمع من خلال مواقف الشخصيات، وتقدم المسرحية رؤية نقدية للعواطف والسلوكيات الإنسانية المصطنعة.

## روابط خارجية
- ريتشارد برينسلي شيريدان على موقع IMDb (الإنجليزية)
- ريتشارد برينسلي شيريدان على موقع الموسوعة البريطانية (الإنجليزية)
- ريتشارد برينسلي شيريدان على موقع الموسوعة البريطانية (الإنجليزية)
- ريتشارد برينسلي شيريدان على موقع ميوزك برينز (الإنجليزية)
- ريتشارد برينسلي شيريدان على موقع قاعدة بيانات برودواي على الإنترنت (الإنجليزية)
- ريتشارد برينسلي شيريدان على موقع إن إن دي بي (الإنجليزية)
- ريتشارد برينسلي شيريدان على موقع ديسكوغز (الإنجليزية)
- ريتشارد برينسلي شيريدان على موقع قاعدة بيانات الفيلم (الإنجليزية)